# دهستان وحدت (فردیس)
دهستان وحدت یکی از دهستان‌های شهرستان فردیس در استان البرز ایران است که در بخش مرکزی شهرستان فردیس قرار دارد.

## جمعیت
براساس سرشماری مرکز آمار ایران در سال ۱۳۹۵، جمعیت دهستان وحدت ۳۶۱۷ نفر (در ۱۱۵۷ خانوار) بوده‌است.